# Viharzóna (regény)
A Viharzóna Koszterszitz Józsefnek egy, a serdülőkori ifjúság nevelésével foglalkozó műve a Horthy-korszakból.
Koszterszitz katolikus pap volt, aki több, korabeli népszerű stílusú nevelési ismeretterjesztő könyvet és regényt írt. A Viharzóna kifejezetten a felnőttek számára készült felhasználva benne Koszterszitz több éves lelkivezetői tapasztalatait. A gazdag, részben idegennyelvű irodalomjegyzékkel rendelkező munka 12 fejezetben mutatja be a serdülőkor világát, problémáitː szól többek között a serdülőkor megelőző életszakaszokról (gyermekkor, praepubertáskor), bemutatja a testi és lelki fejlődés főbb pontjait, ugyanakkor nem mellőzi az olyan kellemetlenebb témaköröket sem, mint a nemiség szerepét a serdülőkorban – vagy éppen a lázadás, felelőtlenség szokásos motívumait. Ugyanakkor az egész könyvön végigvonul az optimista szemlélet, melyet a szerző az Előszóban így foglal összeː „A legnagyobb mélységekben, legnehezebb kérdésekben is Isten gondolatát kell megkeresnünk, mert akkor lelátunk a gyökerekhez, és felnézve, belelátunk a végtelenbe és nem fogunk eltévedni.”
A Viharzóna serdülők számára készült párja ugyancsak Koszterszitz tollából a Kamaszok.
A mű nem rendelkezik reprint kiadással, ugyanakkor a közelmúlt óta elektronikusan már elérhető az UNITAS Egyházi Könyvtárak Közös Katalógusa és Információs Portálja honlapjárólː 